# Azucena Berrutti
Azucena Berrutti (Montevideo, 7 de enero de 1929) es una abogada y política uruguaya, perteneciente al Frente Amplio. Fue ministra de Defensa Nacional entre el 1 de marzo de 2005 y el 3 de marzo de 2008, siendo la primera mujer en ocupar dicho cargo en Uruguay. Posteriormente fue presidenta del SODRE.

## Biografía
En los años cincuenta ingresó a trabajar en la Intendencia Municipal de Montevideo como auxiliar administrativa e integró durante muchos años la dirección de la Asociación de Empleados y Obreros Municipales. 
En 1958, a sus 29 años se recibió de abogada en la Universidad de la República. 
Como abogada defendió fervientemente desde los años setenta a integrantes del Movimiento de Liberación Nacional (tupamaros), militantes comunistas y socialistas que eran procesados por la justicia ordinaria, que una vez producido el golpe pasaría a ser una justicia militar. 
Una vez producido el Golpe de Estado, debido a su afiliación y militancia dentro del Partido Socialista fue destituida de su cargo en la intendencia departamental y impedida de trabajar en dependencias del estado, es por eso que durante ese período se dedicó exclusivamente a su profesión como abogada. 
Colaboró también colaboraba también en el llamado Servicio de Paz y Justicia contra la dictadura militar y en 1983 inició una huelga de hambre de quince días, en contra de las detenciones y las torturas que los militares propiciaban a estudiantes que se oponían al régimen militar.
Por el año 1984, al finalizar el régimen militar en el Uruguay, asumió nuevamente sus funciones en la Intendencia de Montevideo pero se jubiló un tiempo después cuando asumió el político Aquiles Lanza perteneciente al Partido Colorado. En los años noventa cuando Tabaré Vázquez asume como intentente de Montevideo, Berrutti volvería al Palacio Municipal para desempeñarse como prosecretaria letrada del intendente hasta asumir a la Secretaría General, resultado de la renuncia de quién para ese entonces ocupaba ese puesto, Ricardo Yelpo. 
A los 75 años de edad y siendo una de las personas de más confianza del Tabaré Vázquez, en su primera presidencia Azucena Berrutti es designada Ministra de Defensa Nacional. Su subsecretario fue José Bayardi.
Abandonando el cargo de secretaria de Estado el 3 de marzo del 2008. Anunciando que tras su renuncia al cargo se retiraría de la vida política; asumiendo la titularidad del ministerio José Bayardi 
Tras su asunción del cargo se iniciaron grandes cambios en el ministerio frente al gobierno de izquierda. Entre ellos, la primera detención de militares encargados de torturas, desapariciones y asesinatos en la dictadura y la aparición de restos óseos pertenecientes a Ubagesner Chaves Sosa y a Fernando Miranda (dos detenidos desaparecidos e integrantes del Partido Comunista de Uruguay).
Con posterioridad se desempeñó como presidenta del Consejo Directivo del Servicio Oficial de Difusión, Radiotelevisión y Espectáculos, a solicitud del Presidente Tabaré Vázquez.

## Ley de Caducidad
A pesar de tener una participación activa y destacada en los movimientos contra la Dictadura cívico-militar en Uruguay (1973-1985), a principios de 2010 fue criticada por varios de sus correligionarios y por otros activistas de los Derechos Humanos por sus declaraciones recogidas en el libro Ministras, escrito por Blanca Rodríguez. En ellas, recabadas el 25 de octubre de 2009, adelantó que no votaría por la anulación de la Ley de Caducidad y dijo que dicha campaña fue realizada con "oportunismo político". Según ella, "no existe" la anulación de las leyes y "no es aceptable en el derecho".
| Predecesor: Yamandú Fau | Ministra de Defensa Nacional 2005-2008 | Sucesor: José Bayardi |